# Vizma Belševica
Vizma Belševica (Riga, 30 de maig de 1931 - 6 d'agost de 2005) va ser una poeta, escriptora i traductora letona nominada al premi Nobel de literatura.

## Biografia
El pare de Vizma, Jānis Belševics, era forner i la seva mare, Ieva Belševica (de soltera Cīrule), era mestressa de casa. La seva família era força pobra i, a més a més, el seu pare tenia problemes amb l'alcohol, que es van agreujar quan va perdre la feina durant la Gran depressió.
Va estudiar a l'Institut Gorki de Moscou i va treballar com a traductora. Li van ser atorgats diversos premis i, al final de la seva vida, estava força limitada per la seva discapacitat. Avui és considerada una de les figures clau de la literatura europea, encara que les seves obres no s'han traduït a gaires idiomes. Es troba enterrada al cementiri Rainis de Riga.

## Obra
- Visu ziemu šogad pavasaris, 1955.
- Zemes siltums, 1959.
- Ķikuraga stāsti (prosa), 1965.
- Jūra deg, 1966.
- Gadu gredzeni, 1969.
- Madarās, 1976.
- Nelaime mājās (prosa), 1979.
- Kamolā tinēja, 1981.
- Dzeltu laiks, 1987.
- Ievziedu aukstums, 1988.
- Baltās paslēpes, 1991.
- Bille. Triloģija (novel·la autobiogràfica), 1992-1999
- Par saknēm būt, 1996.
- Lauzta sirds uz goda dēļa, 1997.
- Raksti, 1999–2002.